# Yoshimitsu (imię)
Yoshimitsu (jap. 吉光)　– imię japońskie, o dosłownym znaczeniu „szczęśliwy blask” (よし　yoshi – szczęście, pomyślność; みつ mitsu – blask, światło).